# Hill Air Force Base

i7
i11
i13
Die Hill Air Force Base (kurz: Hill AFB, IATA-Code: HIF, ICAO-Code: KHIF) benannt nach Ployer Peter Hill ist einer der größten Luftwaffenstützpunkte der United States Air Force (USAF). Er liegt zirka 10 km südlich von Ogden bzw. knapp 50 Kilometer nördlich von Salt Lake City im Bundesstaat Utah.
Er ist eine Haupteinsatzbasis der F-35A, die die Umrüstung auf den „Joint Strike Fighter“ Ende 2019 als erster Einsatzstützpunkt der US Air Force abschloss.

## Geschichte
Mitte der 1930er Jahre entstand in der United States Army die Idee der Errichtung eines Depots im Großraum Salt Lake City und Mitte 1939 gab der US-Kongress die Gelder für den Bau des Ogden Air Depots frei.
Hill Field, so der Name der Flugfelds, wurde 1940 eröffnet und nach dem Kriegseintritt der USA 1941 wurde das Depot eine wichtige Wartungs- und Unterstützungsbasis diverse Flugzeugtypen der United States Army Air Forces (USAAF). In Spitzenzeiten waren hier 1943 22.000 Militärs und Zivilpersonal beschäftigt. Ab 1944 diente die Basis auch zur Lagerung von Flugzeugen und Geräten.
Im Februar 1948 wurde Hill Field im Rahmen der Aufstellung der USAF zur Hill Air Force Base.
Während des Koreakriegs spielte das Depot erneute eine wichtige Rolle bei der Bereitstellung einsatzfähiger Luftfahrzeuge und die Wartung von jetgetriebenen Kampfflugzeugen begann in den 1960er Jahren. Auch Lockheed C-130 und Flugkörper wurden und werden gewartet.
Das seit Ende 1975 in Hill stationierte 388. Kampfgeschwader verlegte ohne Personal und Gerät aus Thailand kommend nach Hill und begann Anfang 1976 mit dem Flugbetrieb mit der McDonnell F-4D. Im Januar 1979 begann das Geschwader mit der Umrüstung auf die F-16A/B. Das Geschwader war seinerzeit das erste F-16 Geschwader des USAF und flog dieses Flugzeugmuster, zuletzt Exemplare der Baureihe C/D, gut 35 Jahre lang. Neben den drei Staffeln des aktiven Geschwaders kam ab 1984 eine weitere F-16 Staffel des Air Force Reserve Command hinzu, die zum 419. Kampfgeschwader gehörte. Eine erste F-16 Staffel, die 34. Fighter Squadron, wurde 2010 deaktiviert und die letzten F-16 verließen Hill im September 2017.
Die 34. Fighter Squadron wurde 2015 als erste Lockheed Martin F-35-Einsatzstaffel der USAF in Hill reaktiviert.

## Heutige Nutzung
Die Einrichtung wird seit 1994 vom 75th Air Base Wing unterhalten. Hier sind die folgenden größeren Verbände stationiert.
- Ogden Air Logistics Complex, so die Bezeichnung seit 2012, ist seit 1943 ein Zentrum für die Depotwartung von Flugzeugen, Triebwerken, Flugkörpern sowie zugehöriger Systeme und Geräte
- 388th Fighter Wing, mit drei fliegenden Staffeln, die zwischen 2015 und 2019 auf die F-35A umgerüstet wurden, untersteht der Twelfth Air Force
- 419th Fighter Wing, mit einer fliegenden Staffel, nutzt seit 2017 ebenfalls die F-35A, untersteht dem Air Force Reserve Command

Neben dem Ogden Complex befinden sich eine Reihe weitere Einrichtungen des Air Force Material Commands auf der Basis.
Am Rande des Areals befindet sich das Hill Aerospace Museum. Hill untersteht auch die Utah Test and Training Range im Westen von Utah.

## Zwischenfälle
- Am 15. Oktober 1960 brach an einer Curtiss C-46F-1-CU Commando der US-amerikanischen Capitol Airways (Luftfahrzeugkennzeichen N1300N) im Anflug auf die Hill Air Force Base die rechte Tragfläche ab. Die Maschine stürzte aus einer Höhe von 6500 Fuß (1980 Metern) 16 Kilometer vor der Landebahn ab. Ursache waren Ermüdungsbrüche der Befestigungsbolzen des unteren Befestigungswinkels der rechten Tragfläche. Beide Piloten, die einzigen Insassen auf dem Frachtflug, starben.[2]

- Am 4. Februar 1963 kam es an einer Convair CV-440/C-131E der United States Air Force (USAF) (55-4758) kurz nach dem Start zu Triebwerksproblemen, woraufhin ein Triebwerk abgestellt wurde. Der Kommandant entschied, 6,5 Kilometer südöstlich der Hill Air Force Base eine Notlandung durchzuführen. Dabei geriet das Flugzeug in eine Senke und wurde irreparabel beschädigt. Von den 20 Insassen starb ein Besatzungsmitglied.[3]

- Am 11. September 1969 wurde eine Douglas C-124C Globemaster II der United States Air Force (USAF) (52-0951) auf der Hill Air Force Base bei einem Unfall am Boden irreparabel beschädigt. Über Personenschäden ist nichts bekannt.[4]

- Am 18. November 1979 meldeten die Piloten einer auf dem Flug zur Nellis Air Force Base befindlichen Lockheed L-188CF (N859U) der Transamerica Airlines einen Elektronikausfall an Bord, von dem auch die Cockpitinstrumente betroffen waren. Die Maschine geriet in eine unkontrollierte Fluglage und ging in einen steilen Sinkflug über. Beim Versuch das Flugzeug abzufangen, zerbrach es infolge einer strukturellen Überbelastung in der Luft. Die drei Besatzungsmitglieder starben bei dem Unfall (siehe auch Transamerica-Airlines-Flug 18).[5]